# Tabiboka milleri
Espèce
Tabiboka milleri est une espèce d'araignées aranéomorphes de la famille des Udubidae.

## Distribution
Cette espèce est endémique de Madagascar. Elle se rencontre dans les parcs de Ranomafana et d'Ankarafantsika et vers Tsinjoarivo et Ankazomivady.

## Description
Le mâle holotype mesure 10,50 mm et la femelle paratype 14,00 mm, les mâles mesurent de 9,60 à 12,00 mm et les femelles de 11,50 à 14,00 mm.

## Systématique et taxinomie
Cette espèce a été décrite par Henrard, Griswold et Jocqué en 2024.

## Étymologie
Cette espèce est nommée en l'honneur de Jeremy A. Miller.

## Publication originale
- Henrard, Griswold & Jocqué, 2024 : « On new genera and species of crack-leg spiders (Araneae, Udubidae) from Madagascar. » European Journal of Taxonomy, vol. 966, p. 1-80 (texte intégral).